# Линевич, Василий Александрович
Васи́лий Алекса́ндрович Лине́вич (16 февраля 1860 — ?) — генерал-майор Российской императорской армии; участник Первой мировой войны, кавалер ордена Святого Георгия 4-й степени и Георгиевского оружия. После октябрьской революции служил сначала в армии УНР.

## Биография
Василий Линевич родился 16 февраля 1860 года. По вероисповеданию был православным. Окончил Петровскую Полтавскую военную гимназию.
11 августа 1877 года вступил на службу в Российскую императорскую армию. Военное образование получил в 1-м военном Павловском училище, из которого был выпущен в 12-ю артиллерийскую бригаду. 8 августа 1879 года получил старшинство в чине прапорщика, 18 декабря 1880 года получил старшинство в чине подпоручика, 4 декабря 1883 года получил старшинство в чине поручика, 6 декабря 1890 года получил старшинство в чине штабс-капитана, 25 июля 1895 года получил старшинство в чине капитана, с 4 апреля 1894 года получил старшинство в чине подполковника. С 4 апреля 1904 года по 22 марта 1911 года был командиром 5-й батареи 18-й артиллерийской бригады. В 1911 году «за отличие» был произведён в полковники, со старшинством с 22 марта 1911 года.
Принял участие в Первой мировой войне. В 1915 году являлся командиром 5-й артиллерийской бригады. 11 января 1916 года был назначен командующим Пограничной артиллерийской бригадой. 2 июня 1916 года на основании 49-й и 54-й статей Георгиевского статута был произведён в генерал-майоры, со старшинством с 21 июля 1915 года и был утверждён в должности командира Пограничной артиллерийской бригады. По состоянию на 10 июля 1916 года служил в той же должности.
Осенью 1917 года вступил на службу в армию Украинской Народной Республики, в 1918 году занимал должность начальника артиллерии корпуса.

## Награды
Василий Александрович Линевич был удостоен следующих наград:
- Орден Святого Георгия 4-й степени (5 февраля 1916);
- Георгиевское оружие (9 марта 1915) — «за то, что в бою 24-го Августа 1914 года у д. Барбарикихи, при начавшемся отходе рот 19-го полка, под сильным шрапнельным огнем переменил фронт дивизиона, чем способствовал отбитию атаки противника и дал возможность привести отходившия роты в порядок»;
- Орден Святого Владимира 3-й степени  с мечами (29 января 1915);
- Орден Святого Владимира 4-й степени (8 апреля 1914); мечи и бант к ордену (28 января 1915);
- Орден Святой Анны 2-й степени (1906); мечи к ордену (11 мая 1915);
- Орден Святого Станислава 2-й степени (1899); мечи к ордену (22 января 1916).